# رابرت تیت مک‌کنزی
رابرت تیت مک‌کنزی (انگلیسی: R. Tait McKenzie; ۲۶ مهٔ ۱۸۶۷ – ۲۸ آوریل ۱۹۳۸) مجسمه‌ساز و استاد دانشگاه اهل کانادا بود.
از افتخارات وی میتوان به کسب مدال برنز مجسمه‌سازی مدال و نقش برجسته در بخش مسابقات هنری بازی‌های المپیک تابستانی ۱۹۳۲ اشاره کرد.